# Chery Tiggo 7 Plus
Der Chery Tiggo 7 Plus ist ein Sport Utility Vehicle des chinesischen Automobilherstellers Chery Automobile, das zwischen Tiggo 7 und Tiggo 8 positioniert ist.

## Geschichte
Vorgestellt wurde das fünfsitzige Fahrzeug Ende August 2021 anlässlich der Chengdu Auto Show. Der Marktstart auf dem chinesischen Heimatmarkt erfolgte einen Monat später. Im August 2022 wurde die Baureihe mit einem Plug-in-Hybrid-Antrieb vorgestellt. Eine überarbeitete Version debütierte Ende September 2022. Eine weitere Modellpflege wurde auf der Chengdu Auto Show im August 2024 vorgestellt.

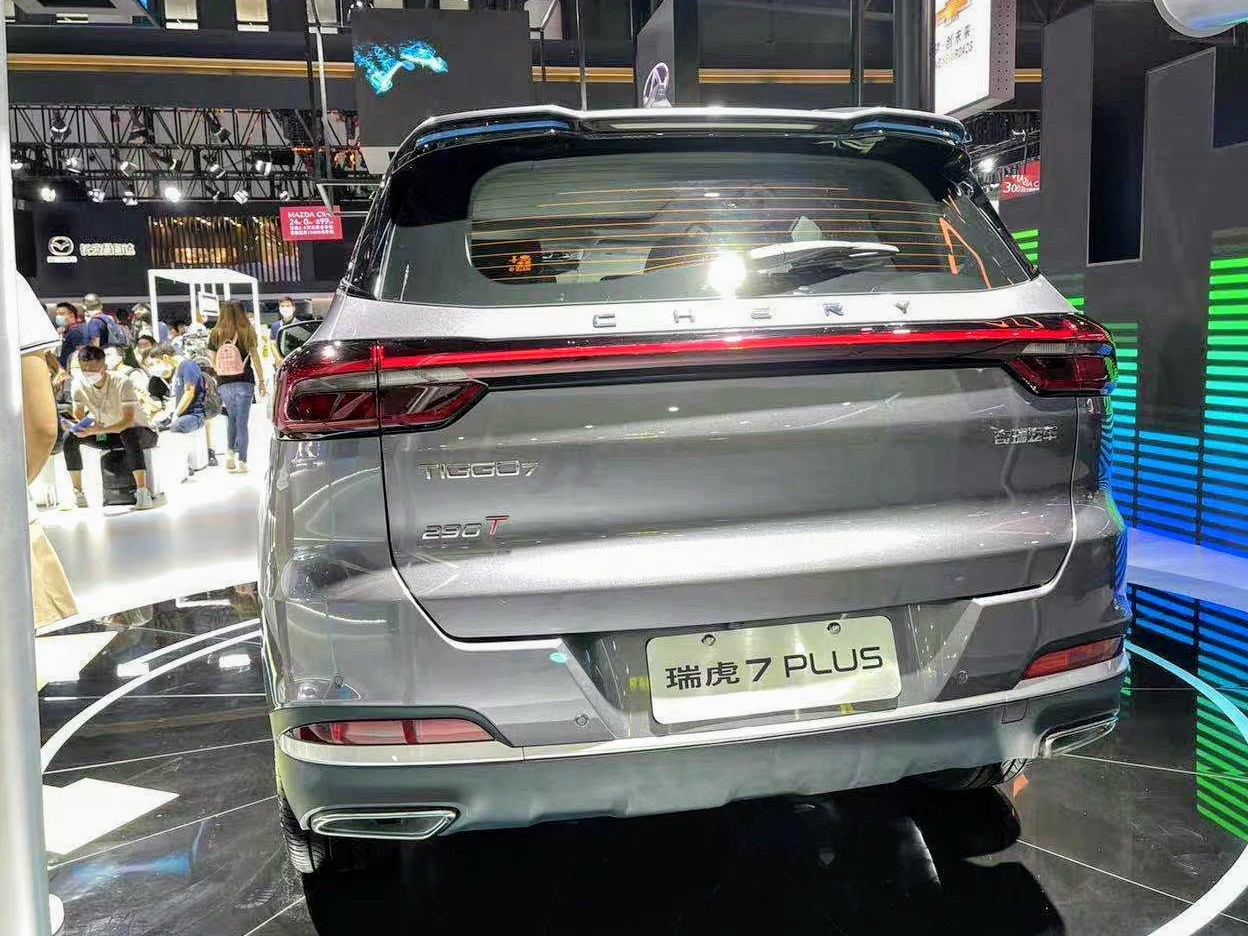
Heckansicht
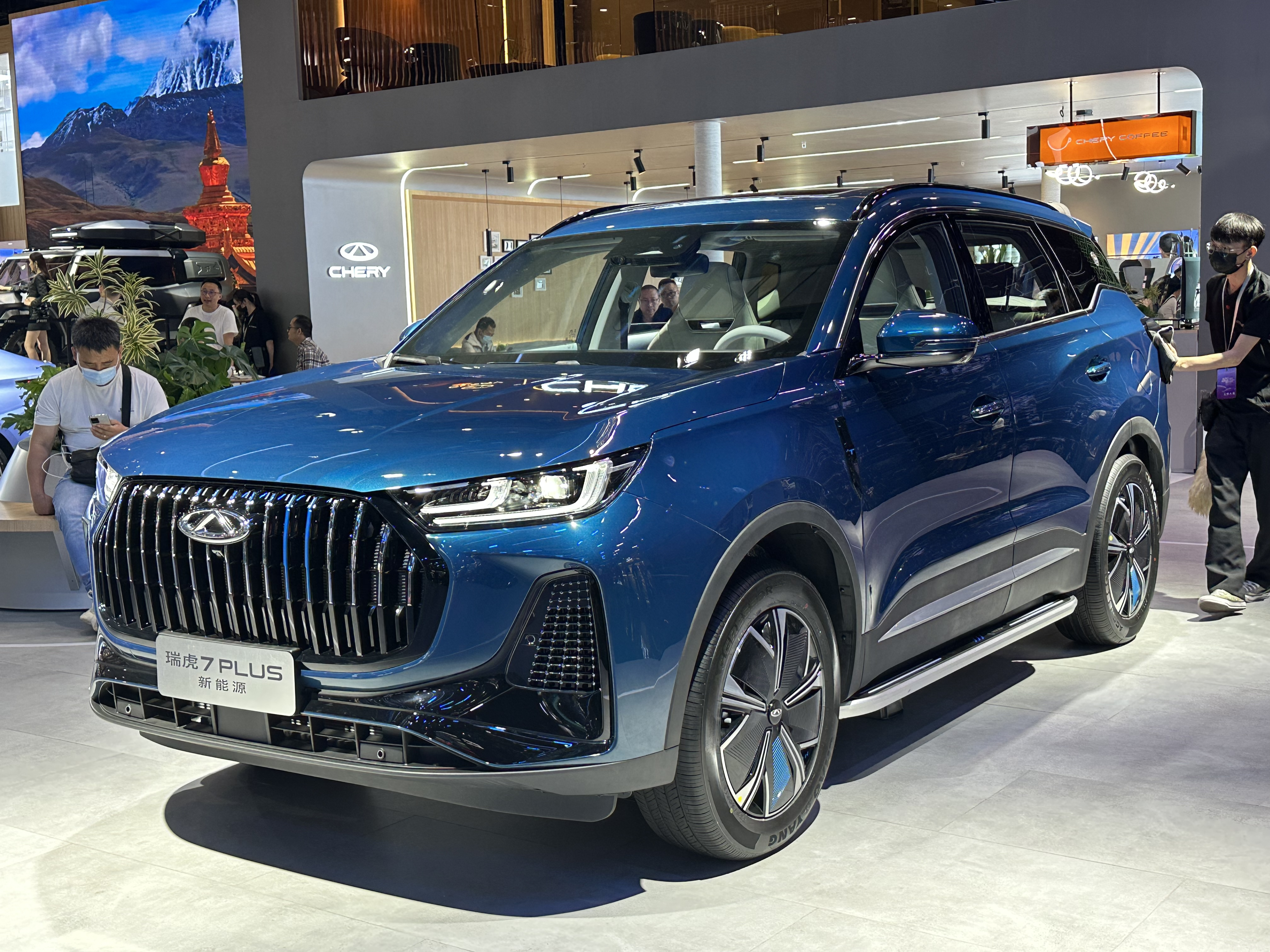
Chery Tiggo 7 Plus (2022–2024)
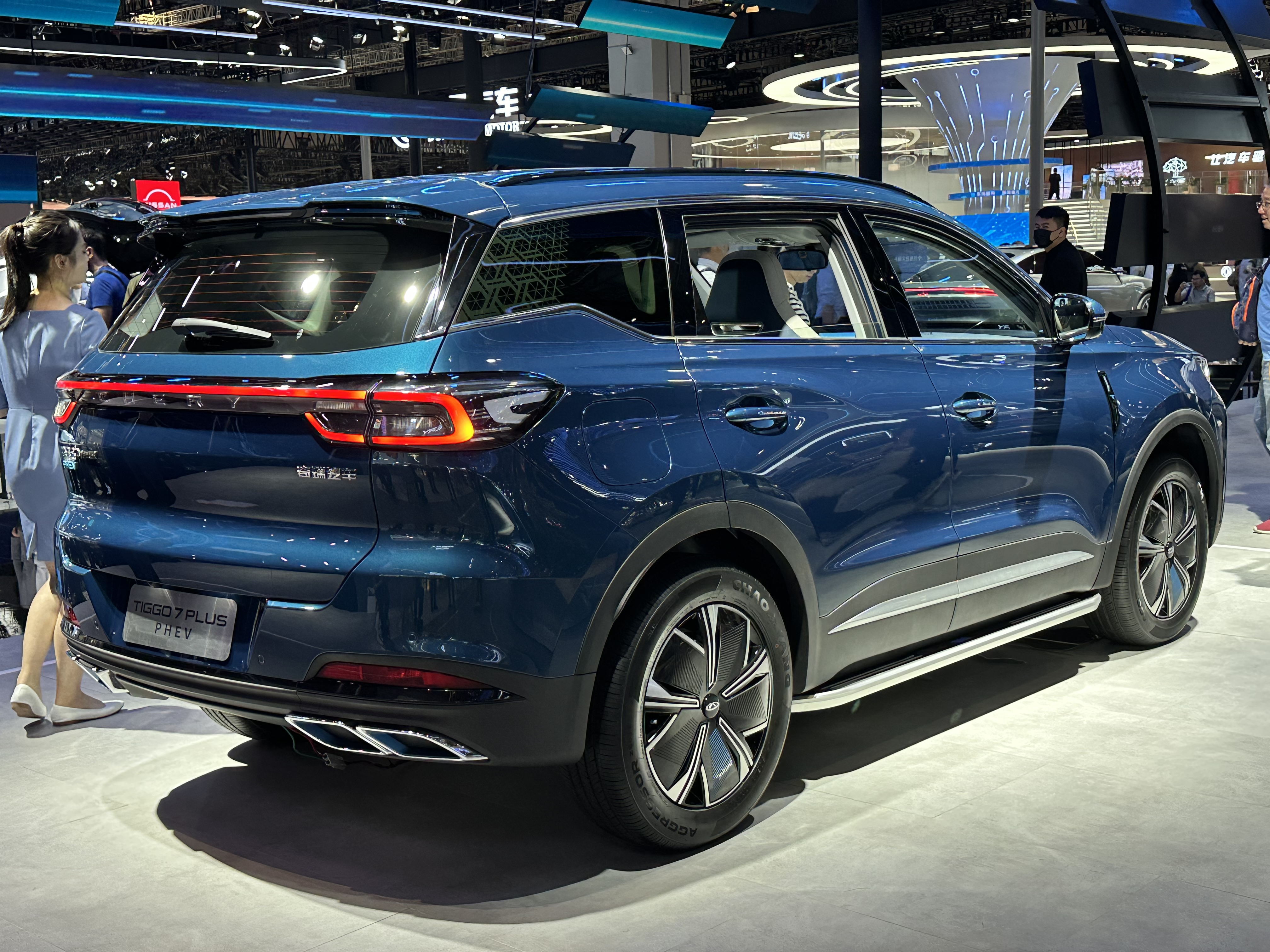
Heckansicht
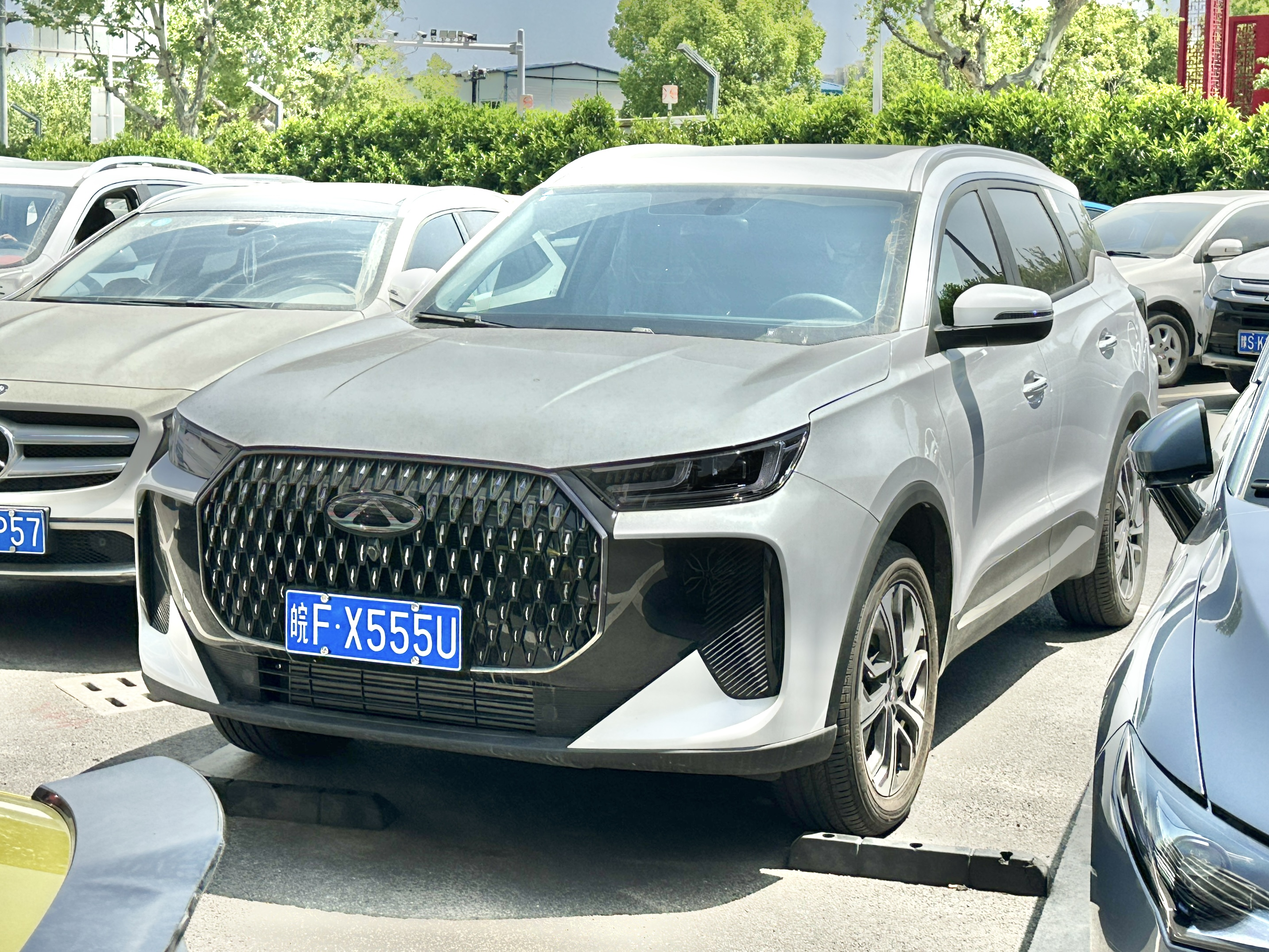
DR 6.0 (seit 2024)
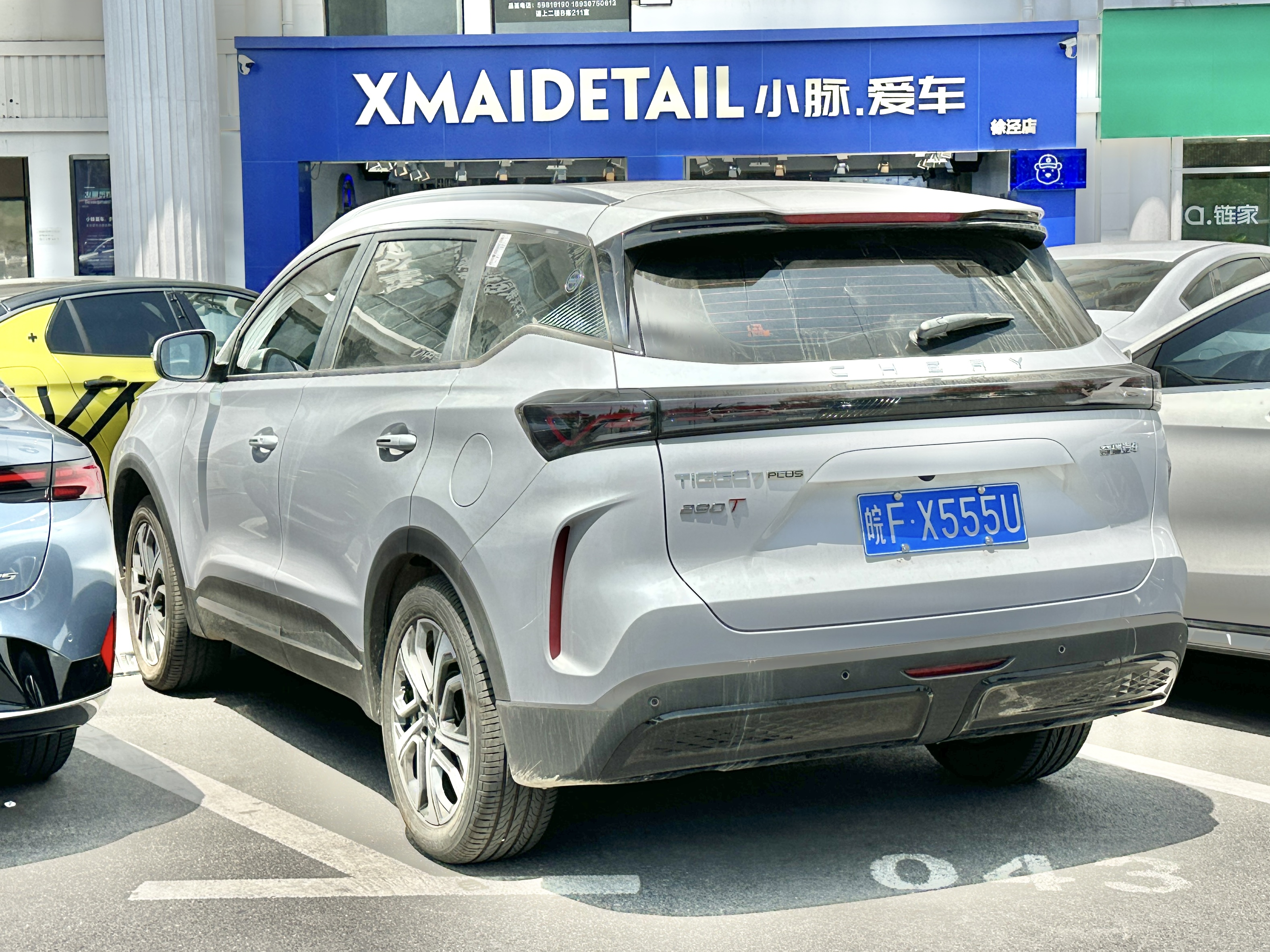
Heckansicht

In Italien wird das Fahrzeug seit 2022 außerdem als DR 6.0 von DR Automobiles vermarktet. Weitere Märkte in Europa sollen folgen. In Russland wird das Modell im ehemaligen Nissan-Werk in Sankt Petersburg durch NAMI als Xcite X-Cross 7 und im ehemaligen Volkswagen-Werk in Kaluga unter der Marke Tenet gefertigt.

## Technische Daten
Antriebsseitig steht für das SUV entweder ein aufgeladener 1,5-Liter-Ottomotor mit 115 kW (156 PS) oder ein aufgeladener 1,6-Liter-Ottomotor mit 145 kW (197 PS) zur Verfügung. Ersterer kann gegen Aufpreis von einem 48-Volt-Bordnetz unterstützt werden. Zudem ist ein Plug-in-Hybrid seit März 2023 erhältlich.
|                                            | 1.5T (China)              | 1.5T 48V (China)       | 1.5TGDI (China)                  | 1.6TGDI (China)                  | e+ (China)                   |
| ------------------------------------------ | ------------------------- | ---------------------- | -------------------------------- | -------------------------------- | ---------------------------- |
| Bauzeitraum                                | 09/2021–08/2023           | seit 09/2021           | seit 08/2023                     | seit 09/2021                     | seit 03/2023                 |
| Motorkenndaten                             |                           |                        |                                  |                                  |                              |
| Motorart                                   | Ottomotor                 | Ottomotor              | Ottomotor                        | Ottomotor                        | Ottomotor + 3 Elektromotoren |
| Motorbauart                                | R4                        | R4                     | R4                               | R4                               | R4                           |
| Hubraum                                    | 1498 cm³                  | 1498 cm³               | 1499 cm³                         | 1598 cm³                         | 1498 cm³                     |
| max. Leistung bei min−1                    | 115 kW (156 PS) / 5500    | 115 kW (156 PS) / 5500 | 135 kW (184 PS) / 5500           | 145 kW (197 PS) / 5500           | 240 kW (326 PS) / 5500       |
| max. Drehmoment bei min−1                  | 230 Nm / 1750–4000        | 230 Nm / 1750–4000     | 290 Nm / 2000–4000               | 290 Nm / 2000–4000               | 545 Nm / 1750–4000           |
| Kraftübertragung                           |                           |                        |                                  |                                  |                              |
| Antrieb                                    | Vorderradantrieb          | Vorderradantrieb       | Vorderradantrieb                 | Vorderradantrieb                 | Vorderradantrieb             |
| Getriebe, serienmäßig                      | 6-Gang-Schaltgetriebe     | Stufenloses Getriebe   | 7-Stufen-Doppelkupplungsgetriebe | 7-Stufen-Doppelkupplungsgetriebe | 3-Stufen-Hybridgetriebe      |
| Getriebe, optional                         | (Stufenloses Getriebe)    | —                      | —                                | —                                | —                            |
| Messwerte                                  |                           |                        |                                  |                                  |                              |
| Höchstgeschwindigkeit                      | 188 km/h (186 km/h)       | 186 km/h               | 180 km/h                         | 200 km/h                         | k. A.                        |
| Beschleunigung, 0–100 km/h                 | k. A.                     | k. A.                  | k. A.                            | 8,3 s                            | 7,0 s                        |
| Kraftstoffverbrauch auf 100 km, kombiniert | 6,9 l Super (6,8 l Super) | 5,9 l Super            | 6,6 l Super                      | 6,6 l Super                      | 1,8 l Super                  |
| Abgasnorm                                  | China VI                  | China VI               | China VI                         | China VI                         | China VI                     |